# Sam Wineburg
Samuel Sidney Wineburg (* 1958 in Utica) ist ein emeritierter US-amerikanischer pädagogischer und kognitiver Psychologe. Er hat die Margaret Jacks Professur für Pädagogik, Geschichte & American Studies an der Stanford University inne.
Wineburg wurde seit den 1990er Jahren zu einer maßgeblichen Stimme in der Forschung über historisches Denken und Geschichtsunterricht. Seine Arbeit schloss die Lücke zwischen dem kritisch-deutenden Vorgehen der Historiker und dem schulischen faktenorientierten Arbeiten der Schüler. In jüngerer Zeit hat er sich dem Umgang mit digitaler Information gewidmet.

## Leben
Sam Wineburg wuchs in Utica in einer reformjüdischen Familie auf. Er besuchte die Brown University bei Jacob Neusner, der ihm zu einem Studium in Israel und einem Kibbuzaufenthalt riet. Nach der Rückkehr wechselte er an die University of California, Berkeley, wo er einen Abschluss in Religionsgeschichte ablegte. Den Ph. D. in Psychologie erwarb er an der Stanford University 1990 bei Lee Shulman.

## Forschung
Wineburg legte die Grundlage für die empirische Forschung über historisches Denken in den USA. Während Historiker Quellen analysieren und die Motive des Autors untersuchen, bleiben Schüler in Geschichte auf die Aufgabe, die Fakten zu suchen, beschränkt. Nach Wineburg kann der Bruch zwischen Schule und akademischer Bildung durch drei heuristische Wege des historischen Denkens angegangen werden: Quellen benutzen, sie kontextualisieren und geprüft bestätigen. Er definiert Heuristik als „sense-making activities [that] help their user resolve contradictions, see patterns and make distinctions among different types of evidence“ [sinnstiftende Aktivitäten, die ihren Benutzern helfen, Widersprüche aufzulösen, Muster zu erkennen und zwischen verschiedenen Evidenzarten zu unterscheiden].
Wineburgs Ansatz wurde wegen zu großer Fixierung auf akademisches Denken kritisiert: „overemphasis on a disciplinary form of knowledge more attuned to academic education than to the broader educational context and its attention to civic republicanism and the sociocultural milieu in which history learning takes place“ [Überbetonung einer disziplinären Wissensform, die eher auf die akademische Ausbildung als auf den breiteren Bildungskontext abgestimmt ist, und ihre Aufmerksamkeit auf den bürgerlichen Republikanismus und das soziokulturelle Milieu, in dem das Geschichtslernen stattfindet]. Schwächere Schüler könnten die kritischen Leistungen im Umgang mit Quellen oft nicht erbringen.
Zur sogenannten digitalen Intelligenz der Jugendlichen äußerte sich Wineburg zweifelnd, vielmehr könnten sie allzu häufig wahre von falschen Aussagen im Netz oder zwischen Nachrichten und Werbung nicht unterscheiden. Auch an die erhoffte demokratisierende Wirkung des Internets glaubt er nicht mit Hinweis auf die starken Manipulationsmöglichkeiten über Fake News sogar durch Einzelne.
Wineburg war Mitbegründer der Stanford History Education Group 2002 und wurde Mitglied der National Academy of Education 2015.

## Einzelbelege
1. ↑  Rebecca Onion: We’re Teaching History Wrong. In: Slate. 18. September 2018, ISSN 1091-2339 (slate.com [abgerufen am 3. April 2025]). The Palgrave handbook of history and social studies education. Palgrave Macmillan, Cham 2020, ISBN 978-3-03037210-1, S. 548.
2. ↑  Richard Arum, Josipa Roksa, Amanda Cook: Improving quality in American higher education: learning outcomes and assessments for the 21st century. Jossey-Bass, A Wiley Brand, San Francisco, California 2016, ISBN 978-1-119-26851-2.
3. ↑  The Wiley International Handbook of History Teaching and Learning (= Wiley handbooks in education). Wiley-Blackwell, New York 2018, ISBN 978-1-119-10073-7, S. 132.
4. ↑  David A.M. Wilensky: Q&A: How do we learn in a time of competing realities? In: J. 13. September 2018 (jweekly.com [abgerufen am 3. April 2025]).
5. ↑  Rick Hess:  The Stanford Scholar Bent on Helping Digital Readers Spot Fake News In: Education Week, 8. April 2021. Abgerufen am 24. Februar 2022 (englisch).
6. ↑  Matthew T. Downey, Kelly A. Long: Teaching for Historical Literacy: Building Knowledge in the History Classroom. Taylor and Francis, Hoboken 2015, ISBN 978-1-317-50902-8, S. 131.
7. ↑  The Wiley International Handbook of History Teaching and Learning (= Wiley handbooks in education). Wiley-Blackwell, New York 2018, ISBN 978-1-119-10073-7, S. 132.
8. ↑  Anant Agarwala: Fake News: "Wir leben in einer komplett neuen Realität". In: Die Zeit. 8. Dezember 2016, ISSN 0044-2070 (zeit.de [abgerufen am 4. April 2025]).
9. ↑  Stanford University: Judging fact from fiction online. In: Stanford News. 7. Oktober 2020, abgerufen am 24. Februar 2022 (englisch).
10. ↑  Sam Wineburg. Abgerufen am 3. April 2025 (en-).

| Personendaten    | Personendaten                                         |
| ---------------- | ----------------------------------------------------- |
| NAME             | Wineburg, Sam                                         |
| ALTERNATIVNAMEN  | Wineburg, Samuel Sidney                               |
| KURZBESCHREIBUNG | US-amerikanischer Psychologe und Geschichtsdidaktiker |
| GEBURTSDATUM     | 1958                                                  |
| GEBURTSORT       | Utica (New York)                                      |